# 雲紋鱗鮋
雲紋鱗鮋，為輻鰭魚綱鮋形目鮋亞目真裸皮鮋科的其中一種，為熱帶海水魚，分布於西太平洋澳洲海域，棲息在軟底質的大陸棚，生活習性不明，具有毒性。